# John S.R. Shad
John S.R. Shad, né le 27 juin 1923 et mort en juillet 1994, est un haut fonctionnaire et diplomate républicain américain. Il est président de la Securities and Exchange Commission (SEC) entre 1981 et 1987 et ambassadeur des États-Unis aux Pays-Bas entre 1987 et 1989.

## Hommage
Un bâtiment de la Harvard Business School est nommé en son honneur : le « Shad Hall ».